# Alchemilla eurystoma
Alchemilla eurystoma é uma espécie de rosácea do gênero Alchemilla, pertencente à família Rosaceae.